# Struck Island

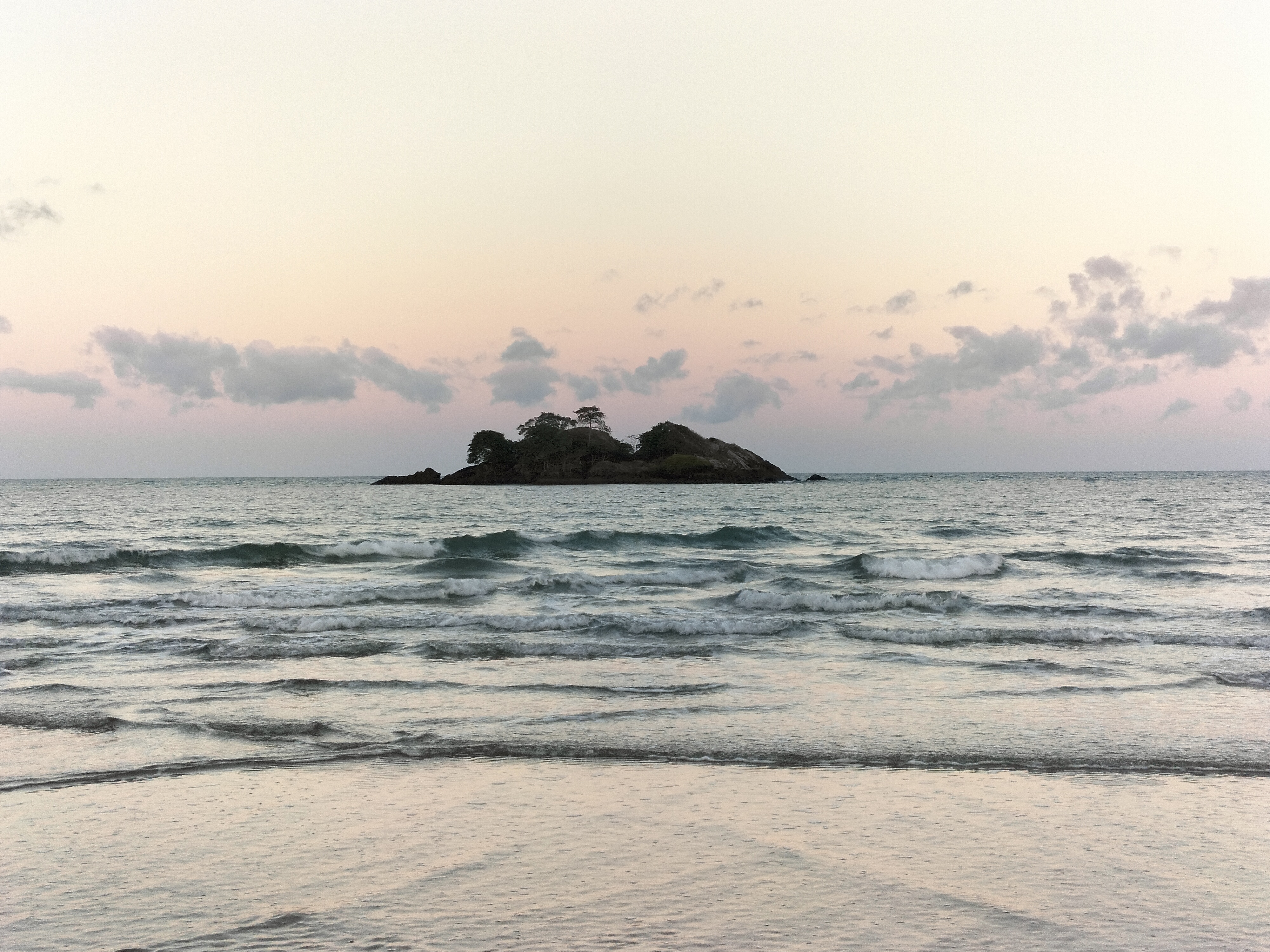
Struck Island

Struck Island ist eine kleine, unbewohnte Insel in der Alexandra Bay in Queensland, Australien. Sie liegt etwa 40 Kilometer nördlich von Port Douglas und südlich vor dem Thornton Beach am Cape Tribulation. Zusammen mit East und West Hope Island sowie Snapper Island bildet Struck Island die Inselgruppe der Hope Islands, Teil des Great Barrier Reef.
Die felsige Insel liegt 370 Meter vor der Küste des Daintree-Nationalparks südlich von Cape Tribulation. Sie befindet sich im Hope-Islands-Nationalpark im traditionellen Seegebiet der Aborigines der Kuku Yalanji, die dort bis heute fischen, jagen und sammeln.
Verwaltet wird das Struck Island umgebende Seegebiet von der Great Barrier Reef Marine Park Authority und die Insel vom Queensland Parks and Wildlife Service.